# デニス・コイ
デニス・コイ（Dennis Coi、1961年8月11日 - 1987年9月1日）は、カナダ出身の男性フィギュアスケート選手。
1978年にフランスメジェーブで開催された世界ジュニアフィギュアスケート選手権でブライアン・ボイタノ、ブライアン・オーサーを破り、1位になる。その後、1982年のカナダフィギュアスケート選手権で3位。
コイは同性愛者（ゲイ）であったが、HIVと診断されるまで家族にはカミングアウトしておらず、1987年に後天性免疫不全症候群（AIDS）により27歳で亡くなる。